# Ragnar Hjertstedt
Hilding Ragnar Hjertstedt, född 29 mars 1896 i Kungsholms församling, Stockholm, död 6 maj 1966 i Vaksala församling, Uppsala län
, var en svensk psykiater.
Hjertstedt blev i medicine licentiat vid Karolinska institutet i Stockholm 1924, var extra läkare och innehade underläkarförordnande vid Östersunds hospital, Moheds sanatorium, Malå provinsialläkardistrikt och Piteå hospital och asyl, var e.o. hospitalsläkare av andra klassen 1927–29 och hospitalsläkare av andra klassen 1929–32 vid Säters hospital (med förordnande såsom hospitalsläkare av första klassen i tre år), förste läkare vid Birgittas sjukhus i Vadstena 1932–33, överläkare av tredje klassen vid Sankta Gertruds sjukhus i Västervik 1933–37, överläkare och sjukhuschef vid Furunäsets sjukhus i Piteå 1937–46, vid Ulleråkers sjukhus i Uppsala 1946–61, läkare vid Björkgårdens vårdhem 1939–46, vid Segersta yrkeshem från 1947.